# Elezioni parlamentari in Polonia del 1922
Le elezioni parlamentari in Polonia del 1922 si tennero dal 5 al 12 novembre e furono le seconde consultazioni elettorali della Seconda Repubblica di Polonia. Le elezioni furono vinte dal partito della Destra Polacca, l'Unione Popolare Nazionale (Związek Ludowo-Narodowy), anche se questo partito non ottenne in realtà la maggioranza, ma dolo 98 su 444 seggi (il 22% del totale). Una delle forze dominanti negli anni successivi fu la coalizione Chjeno-Piast coalition. Le coalizioni risultanti furono instabili, e la situazione, difficile sin dall'inizio con l'assassinio del Presidente della Polonia Gabriel Narutowicz nel dicembre, culminarono nel 1926 con il colpo di stato di maggio.
Le elezioni si svolsero secondo quanto stabilito dalla Costituzione Polacca di Marzo.

## Risultati

### Sejm
| Liste                                         | Voti       | %     | Seggi |
| --------------------------------------------- | ---------- | ----- | ----- |
| Unione Popolare Nazionale (ZLN)               | 2 551 582  | 28,92 | 163   |
| Blocco delle Minoranze Nazionali (BMN)        | 1 534 294  | 17,39 | 71    |
| Partito Popolare Polacco Piast (PSL-P)        | 1 153 397  | 13,07 | 70    |
| Partito Popolare Polacco "Wyzwolenie" (PSL-W) | 963 385    | 10,92 | 49    |
| Partito Socialista Polacco (PPS)              | 906 537    | 10,28 | 41    |
| Partito Nazionale Operaio (NPR)               | 473 676    | 5,37  | 18    |
| Consiglio Nazionale Ebraico (ZRN)             | 405 961    | 4,60  | 18    |
| Centro Polacco (PC)                           | 259 956    | 2,95  | 6     |
| Partito Comunista di Polonia (KPP)            | 121 448    | 1,38  | 2     |
| Partito Radicale Contadino (CSR)              | 115 515    | 1,31  | 4     |
| Partito Popolare Polacco Lewica (PSL-L)       | 59 104     | 0,67  | 2     |
| Liste indipendenti (I)                        | 217 843    | 2,47  | –     |
| Totale                                        | 8 821 675  | 100   | 444   |
| Elettori                                      | 12 989 718 |       |       |

### Senato
| Liste                                       | Voti      | %     | Seggi |
| ------------------------------------------- | --------- | ----- | ----- |
| Unione Popolare Nazionale (ZLN)             | 2 173 756 | 38,45 | 48    |
| Blocco delle Minoranze Nazionali (BMN)      | 977 075   | 17,28 | 23    |
| Partito Popolare Polacco Piast (PSL-P)      | 729 622   | 12,91 | 17    |
| Partito Popolare Polacco Wyzwolenie (PSL-W) | 529 675   | 9,37  | 8     |
| Partito Socialista Polacco (PPS)            | 468 147   | 8,28  | 7     |
| Partito Nazionale Operaio (NPR)             | 291 779   | 5,16  | 3     |
| Consiglio Nazionale Ebraico (ZRN)           | 179 626   | 3,18  | 4     |
| Partito Radicale Contadino (CSR)            | 56 339    | 1,00  | –     |
| Centro Polacco (PC)                         | 55 805    | 0,99  | –     |
| Partito Comunista di Polonia (KPP)          | 51 094    | 0,90  | –     |
| Partito Popolare Polacco Lewica (PSL-L)     | 25 362    | 0,45  | –     |
| Liste indipendenti (I)                      | 78 211    | 1,38  | 1     |
| Totale                                      | 5 653 329 | 100   | 111   |
| Elettori                                    | 9 085 690 |       |       |